# Экскреторная урография
Экскреторная урография — рентгенологический метод исследования мочевыводящих путей, основанный на способности почки выделять (экскретировать) определённые рентгеноконтрастные вещества, введённые в организм, в результате чего на рентгенограммах получается изображение почек и мочевых путей. В качестве рентгеноконтрастного вещества используют йодсодержащие концентрированные (60—80 %) растворы сергозина, урографина, уротраста и другие. Препарат вводят внутривенно струйно медленно (в течение 2—3 мин). Количество контраста рассчитывается на вес.
Серия рентгенограмм, выполненных: первая на 5—7-й, вторая на 12—15-й, третья на 20—25 минуте, в случае задержки выведения контрастного вещества делают отсроченные снимки на 45 и 60 минуте. Исследование позволяет составить практически полное представление о выделении контрастного вещества почками и его продвижении по мочевыводящим путям. Количество снимков определяется видом патологии.
При анализе экскреторных урограмм оцениваются: положение, форма, размеры, контуры почек, функциональное состояние почек, форма и контуры мочеточников и мочевого пузыря.
При выполнении процедуры обязательно иметь всё необходимое для первой помощи.

## Показания
- гематурия (примесь крови в моче);
- боль, источник которой находится в мочевыводящих путях;
- рецидивирующие инфекции мочевых путей;
- подозрение на наличие мочекаменной болезни;
- подозрение на обструкцию мочеточника;
- выявление осложнений после хирургических вмешательств;
- выявление врождённых аномалий;
- травма.

## Противопоказания
- повышенная чувствительность к йодированным контрастным веществам;
- острый гломерулонефрит;
- почечная недостаточность (острая и хроническая);
- тиреотоксикоз;
- приём глюкофажа у больных с сахарным диабетом;
- феохромоцитома.

## Осложнения
Аллергические реакции и нефротоксическое воздействие. Большинство современных рентгенконтрастных веществ в составе своей молекулы содержат атомы йода, внутривенная урография противопоказана при аллергии на йод. Группу риска составляют больные с перенесёнными аллергическими реакциями на введение контрастного препарата, другими тяжёлыми аллергическими реакциями и бронхиальной астмой.